# Griechischer Platz
Der Griechische Platz (ukrainisch Грецька площа Hrezka ploschtscha, russisch Греческая площадь Gretscheskaja ploschtschad) ist einer der größten Plätze im historischen Zentrum der ukrainischen Stadt Odessa.
Der Griechische Platz, in sowjetischer Zeit hieß er bis 1994 nach W.S. Martynowski (Владимир Сергеевич Мартыновский; 1906–1973) Martynowskogo-Platz (площадь Мартыновского), trägt heute wieder seinen ursprünglichen Namen auf Grund der Tatsache, dass hier zur Zeit der Kaiserin Katharina II. Griechen lebten und ein griechischer Bazar existierte.
Auf dem Platz, der die Form eines länglichen Rechtecks besitzt, befinden sich Springbrunnen und Rastplätze. In seinem Zentrum steht das, auch unter dem Namen Rundes Haus bekannte, Majurowa-Haus (Будинок Маюрова Budynok Majurowa) mit ovalem Grundriss. Um ihn herum befinden sich Museen und ein Einkaufszenter.
Lange Zeit galt der Platz als Zentrum des Buchhandels und noch heute gibt es an seinem Rand einen großen Buchmarkt. Der Platz, heute eine Fußgängerzone, war in der Vergangenheit Verkehrsknotenpunkt, den viele Straßenbahnlinien kreuzten oder hier begannen.
Der Platz ist heute regelmäßig Veranstaltungsort unterschiedlicher Veranstaltungen wie Festivals, Ausstellungen und Konzerte.